# Archivo sidecar
Un archivo sidecar, también conocido como archivo compañero o archivo conectado (en inglés buddy files o connected files), es un archivo informático que almacena datos (a menudo metadatos) que no son compatibles con el formato del archivo de origen.
Puede haber uno o más archivos sidecar para cada archivo de origen. También puede haber "bases de datos de metadatos" que contengan metadatos para varios archivos de origen.
En la mayoría de los casos, la relación entre el archivo de origen y el archivo sidecar se basa en el nombre del archivo. Los archivos sidecar tienen el mismo nombre base que el archivo de origen, pero con una extensión diferente.

## Ejemplos
- Amiga Hunk metadata

En AmigaOS, un archivo con extensión .info contiene metadatos para un archivo ejecutable compañero de Amiga Hunk.
- Extensible Metadata Platform (XMP)

Los metadatos Extensible Metadata Platform (XMP) se guardan en un archivo sidecar cuando un formato de archivo no es compatible con metadatos XMP integrados o si el flujo de trabajo lo requiere.
- Archivos y carpetas web conectados

Un objeto del sistema de archivos que asocia dos o más archivos. El sistema de archivos trata los archivos conectados como una unidad con el fin de moverlos, copiarlos y eliminarlos. Algunas versiones de Internet Explorer y Microsoft Word pueden guardar un HTML y sus activos hipervinculados como tal unidad.
- THM

Muchas cámaras digitales almacenan un archivo.thm (miniatura) junto con un archivo de video con el mismo nombre que el archivo de video. Estos archivos miniatura son archivos de imagen codificados JFIF. Este sistema permite mostrar rápidamente una vista previa estática del video y almacenar datos de la cámara que no son compatibles con el formato de archivo AVI.
- INF

Los sistemas de archivos Acorn soportan metadatos tales como direcciones de carga y ejecución que pueden no estar soportadas de forma nativa en otros sistemas de archivos. Un archivo.inf se utiliza para almacenar estos metadatos en formato de texto, almacenados en un archivo con el mismo nombre de archivo base, por ejemplo, Menu y Menu.inf, Build.src y Build.src.inf.
- JPEG + WAV

Algunas cámaras digitales permiten anotaciones de voz/audio con fotos. Estos se almacenan como archivos de audio WAV junto con el archivo de JPEG, con el mismo nombre de archivo base.
- RunPacker

El generador de archivos autoextraíbles basado en MS-DOS RunPacker dependía en gran medida de los archivos sidecar porque el formato de paquete propietario PFA (packfile archive) utilizado en él no almacenaba de forma nativa los atributos de los archivos ni las marcas de tiempo.
- Meta Information Encapsulation (MIE)

Archivos sidecar de Meta Information Encapsulation. El formato MIE es un formato de meta información extensible y dedicado que forma parte de ExifTool. Los archivos MIE pueden ser usados para encapsular meta información de muchas fuentes y agruparla junto con cualquier tipo de archivo.
- Exif

Dado que muchos programas de edición JPEG se utilizan para destruir metadatos Exif almacenados en fotos digitales, algunas aplicaciones de catalogación de fotos pueden extraer los datos Exif y almacenarlos en un archivo.exf, de modo que los metadatos puedan volver a insertarse posteriormente en el archivo JPEG.
- Raw + JPEG

Muchas cámaras digitales permiten almacenar tanto datos raw sin comprimir como un archivo de imagen codificado JFIF cuando se toman fotografías en "modo raw". Esto permite una previsualización más rápida de la foto y la compatibilidad con aplicaciones que no admiten el formato raw (a menudo no documentado).
- TIF + TFW or JPG + JGW

Las fotos aéreas pueden ser suministradas con un World file que determina la ubicación, tamaño y rotación de la imagen.